# Argumentum ad Misericordiam
Аргумент к милосердию (лат. Argumentum ad Misericordiam) — высказывание, при помощи которого пытаются вызвать чувство сострадания с целью достичь согласия с предлагаемым заключением.
Этот аргумент часто используется в суде, когда адвокат может обойти фактические обстоятельства дела и вместо подчеркнуть особые обстоятельства касающиеся его подопечного, и которые должны вызывать чувство жалости к тому со стороны присяжных / судьи.
Со времён Просвещения этот приём приобрёл особую эффективность в связи с распространением точки зрения, что несправедливое общество является ответственным за большинство преступлений, совершаемых преступниками из низших слоёв общества. Анекдотическим случаем применения аргумента следует считать вымышленный или реальный случай, когда малолетний преступник, убивший своих родителей, просит о смягчении приговора на основании того что он сирота. Этот пример известен из слов Авраама Линкольна: Лицемер: человек, который убил обоих родителей и просит о снисхождении, ссылаясь на то, что он сирота.